# بنجامین لوکاس
بنجامین لوکاس (انگلیسی: Benjamin Lucas؛ زادهٔ ۸ اکتبر ۱۹۹۰) سیاستمدار اهل فرانسه است.